# Ronde van Quanzhou Bay
De Ronde van Quanzhou Bay is een meerdaagse wielerwedstrijd die wordt verreden in China. De wedstrijd maakt deel uit van de UCI Asia Tour in de categorie 2.2. De eerste editie vond plaats in 2017.

## Podiumplaatsen
| Jaar | Winnaar       | Tweede             | Derde              |
| ---- | ------------- | ------------------ | ------------------ |
| 2017 | Max Stedman   | Drew Morey         | Dawit Yemane       |
| 2018 | Max Stedman   | Fung Ka Hoo        | Marko Pavlič       |
| 2019 | Ryan Cavanagh | Mychajlo Kononenko | Oleksandr Polivoda |

2005 · 
2006 · 
2007 · 
2008 · 
2009 · 
2010 · 
2011 · 
2012 · 
2013 · 
2014 ·
2015 ·
2016 ·
2017 ·
2018 ·
2019 ·
2020 ·
2021 ·
2022 ·
2023 · 
2024 · 
2025
Belangrijkste wedstrijden

Ronde van Hainan · Japan Cup · Ronde van Sharjah · Ronde van het Taihu-meer · Ronde van Fuzhou · Ronde van Dubai · Ronde van Qatar · Ronde van Oman · Ronde van Langkawi · Ronde van Taiwan · Ronde van Iran · Ronde van Japan · Ronde van Korea · Ronde van het Qinghaimeer · Ronde van China I · Ronde van China II · Ronde van Almaty